# Völgyek Általános Tanácsa
Az Általános Tanács (katalánul: Consell General d'Andorra, IPA: [kunˈsɛʎ ʒənəˈɾal dənˈdorə]) Andorra egykamarás parlamentje. Néha történelmi nevén Völgyek Általános Tanácsának (katalánul: Consell General de les Valls) nevezik.

## A tagok megválasztása
A Tanács huszonnyolc "általános tanácsosból" áll, akiket zárt listás rendszerrel választanak meg:
- a hét közösség (völgy) mindegyikéből két tanácstagot, akik a listán a legtöbb szavazatot szerezték[2]

- a maradék tizennégy képviselőt arányos képviseleti rendszerrel, országos listákról választják meg.[3]

## Főmegbízottjai
A Tanács elnökét nevezik főmegbízottnak.
| #  | Név | Név                   | Terminus          | Terminus          | Párt |
| #  | Név | Név                   | Kezdete           | Vége              | Párt |
| -- | --- | --------------------- | ----------------- | ----------------- | ---- |
| 1. |     | Jordi Farràs Forné    | 1993. május 4.    | 1994. január 19   | PD   |
| 2. |     | Josep Dallerès Codina | 1994. január 19   | 1997. március 10. | PSA  |
| 3. |     | Francesc Areny Casal  | 1997. március 10. | 2005. május 17.   | PLA  |
| 4. |     | Joan Gabriel i Estany | 2005. május 17.   | 2009. május 19.   | PLA  |
| 5. |     | Josep Dallerès Codina | 2009. május 19.   | 2011. április 28. | PSA  |
| 6. |     | Vicenç Mateu Zamora   | 2011. április 28. | 2019. május 3.    | DA   |
| 7. |     | Roser Suñé Pascuet    | 2019. május 3.    | hivatalban        | DA   |

## Fordítás
- Ez a szócikk részben vagy egészben  a   General Council (Andorra) című angol Wikipédia-szócikk ezen változatának fordításán alapul.  Az eredeti cikk szerkesztőit annak laptörténete sorolja fel. Ez a jelzés csupán a megfogalmazás eredetét és a szerzői jogokat jelzi, nem szolgál a cikkben szereplő információk forrásmegjelöléseként.